# Albaredo Arnaboldi
Albaredo Arnaboldi là một đô thị ở tỉnh Pavia trong vùng Lombardia của Ý, có cự ly khoảng 40 km về phía nam của Milan và khoảng 12 km về phía đông nam của Pavia. Tại thời điểm ngày 31 tháng 12 năm 2004, đô thị này có dân số 200 người và diện tích là 9,2 km².
Albaredo Arnaboldi giáp các đô thị sau: Barbianello, Belgioioso, Broni, Campospinoso, Casanova Lonati, Linarolo, Mezzanino, San Cipriano Po.